# Hans-Jürgen Tögel
Hans-Jürgen Tögel (Nový Jičín, 8 agosto 1941) è un regista tedesco.

## Biografia
Sotto la sua regia esistono tanti episodi di serie televisive ZDF come Siska, Der Alte, Die Schwarzwaldklinik e La nave dei sogni così come film come i romanzi tratti da Rosamunde Pilcher.
Durante la regia dell'episodio "Die fromme Lüge" della serie La clinica della Foresta Nera Tögel fu attaccato dal leone utilizzato per le riprese. Venne portato in elicottero in ospedale.
Nel 2007 fonda la Tögel Stiftung, per aiutare bambini in difficoltà, per questo nel 2013 riceve l'Ordine al merito di Germania.

## Filmografia parziale

### Regista
- 1978: Räuber und Gendarm (auch Drehbuch)
- 1979: Freundinnen
- 1979: Tatort: 30 Liter Super
- 1979: Lucky Star
- 1980: I.O.B. Spezialauftrag
- 1981: Amphitryon
- 1981: Frau über vierzig
- 1981: Einfach Lamprecht
- 1981–1983: Un caso per due
  - 1981: Ein Fall für zwei: Das Haus in Frankreich
  - 1983: Ein Fall für zwei: Der Zeuge
- 1982: Die unsterblichen Methoden des Franz Josef Wanninger
- 1982–1986: Jakob und Adele
- 1983: Engel auf Rädern
- 1983: Köberle kommt
- 1983: Weißblaue Geschichten
- 1984: Heiraten ist immer ein Risiko
- 1984: Er-Goetz-liches
- 1984: Der Glücksritter
- 1985: Schöne Ferien – Urlaubsgeschichten aus Kenia
- 1985: Schöne Ferien – Urlaubsgeschichten aus Singapur und Malaysien
- 1986–2015: Das Traumschiff (23 ep.)
  - 1986: Das Traumschiff: Bali
  - 2015: Das Traumschiff: Macau
- 1986: Rückfahrt in den Tod
- 1986–1989: Die Schwarzwaldklinik (56 ep.)
- 1989: Seine beste Rolle
- 1990: Wohin die Liebe fällt
- 1991: Insel der Träume (21 ep.)
- 1991: Das größte Fest des Jahres – Weihnachten bei unseren Fernsehfamilien
- 1992: Der Patenonkel
- 1992: Chéri, mein Mann kommt!
- 1994: Florida Lady – Kein Weg zurück
- 1995–1998: Dr. Stefan Frank – Der Arzt, dem die Frauen vertrauen
- 1995–1998: Der Alte (13 ep.)
- 1995–2017: Rosamunde Pilcher (10 ep.)
  - 2017: Rosamunde Pilcher: Nie wieder Klassentreffen
- 1995: L'ispettore Derrick – Dein Bruder, der Mörder
- 1995: Sommer am Meer
- 1995: Drei Frauen und (k)ein Mann
- 1996: Die Traumnummer – Die Hotline zum Glück
- 1997: Herz über Kopf
- 1997: Gefangene der Liebe
- 1998: Vater wider Willen
- 2004: Der Ferienarzt – … in der Wachau
- 2005: Die Schwarzwaldklinik – Die nächste Generation
- 2005: Die Schwarzwaldklinik – Neue Zeiten
- 1998–2007: Siska (77 ep.)
- 2009: Inga Lindström: Mia und ihre Schwestern
- 2010: Unsere Farm in Irland
- 2007–2017: Kreuzfahrt ins Glück (14 ep.)

### sceneggiatore
- 1969: Der verlogene Akt
- 1975: Ein Fall für Sie! – Sonnenschein bis Mitternacht
- 1978: Räuber und Gendarm
- 1984: Er-Goetz-liches

### Attore
- 1963: Die Abrechnung (Regia: Fritz Umgelter)
- 1963: Freundschaftsspiel (Regia: Fritz Umgelter)
- 1965: Unsere große Schwester – Die Band (Regia: Rolf von Sydow)
- 1965: Weekend im Paradies (Regia: Rolf von Sydow)
- 1965: Nächstes Jahr in Jerusalem (Regia: Peter Beauvais)
- 1966: Minister gesucht (Regia: Rolf von Sydow)
- 1966: Die seltsamen Methoden des Franz Josef Wanninger – Kavaliere
- 1972: Tatort: Wenn Steine sprechen
- 1975: Ein Fall für Sie! – Sonnenschein bis Mitternacht
- 1975: LH 615 – Operation München